# Eingetragene Partnerschaft

Rechtliche Situation für gleichgeschlechtliche Paare
Homosexualität legal:
Gleichgeschlechtliche Ehen
Andere Formen gleichgeschlechtlicher Partnerschaften
Anerkennung im Ausland geschlossener gleichgeschlechtlicher Ehen von Drittstaatlern
Keine Anerkennung gleichgeschlechtlicher Partnerschaften
Einschränkung der Meinungs- und VersammlungsfreiheitHomosexualität illegal:
De jure unter Strafe, de facto keine Strafverfolgung
Empfindliche Strafen
(Lebenslängliche) Haft
Todesstrafe

Eine eingetragene Partnerschaft (englisch civil union) oder eingetragene Lebenspartnerschaft ist ein Rechtsinstitut für Paare. Sie begründet in einigen Staaten einen eigenen Personenstand und stellt damit ein eigenes Rechtsinstitut neben der (traditionell verschiedengeschlechtlichen) Ehe dar.
In vielen Ländern, in denen die Ehe für gleichgeschlechtliche Paare geöffnet wurde, ging der Eheöffnung die Einführung von eingetragenen Partnerschaften voraus.
Je nach Region oder Land, in dem Paare eingetragene Partnerschaften begründen können, sind diese im Vergleich zur Ehe entweder anders oder völlig identisch ausgestaltet.
Dänemark, Island, Norwegen, Schweden, Deutschland und die Schweiz haben gleichzeitig mit der Öffnung der Ehe für gleichgeschlechtliche Paare ihre Partnerschaftsgesetze dahingehend geändert, dass die Partnerschaftsregister für Neueintragungen geschlossen sind. Bestehende eingetragene Partnerschaften werden jedoch weiterhin als solche anerkannt und können auf Wunsch in eine Ehe umgewandelt werden. Am 30. Juni 2017 wurde im Deutschen Bundestag mit 393 Ja-Stimmen, 226 Nein-Stimmen und vier Enthaltungsstimmen für die Einführung der gleichgeschlechtlichen Ehe in Deutschland gestimmt und so die rechtliche Gleichstellung der Paare gleichen Geschlechtes bei der Simultanadoption von Kindern größtenteils hervorgebracht.

## Eingetragene Partnerschaften weltweit (in Kraft)
| Staat                               | Bezeichnung                                                                  | gleichgeschlechtlich         | verschiedengeschlechtlich    |
| ----------------------------------- | ---------------------------------------------------------------------------- | ---------------------------- | ---------------------------- |
|                                     |                                                                              |                              |                              |
| Andorra                             | - unió estable de parella                                                    | ja (seit 23. März 2005)      | ja (seit 23. März 2005)      |
|                                     |                                                                              |                              |                              |
| Angola                              | - união de facto                                                             | nein                         | ja (seit 30. Januar 2015)    |
|                                     |                                                                              |                              |                              |
| Argentinien                         | - unión convivencial                                                         | ja (seit 1. August 2015)     | ja (seit 1. August 2015)     |
| – Buenos Aires                      | - unión civil                                                                | ja (seit Juli 2003)          | ja (seit Juli 2003)          |
|                                     |                                                                              |                              |                              |
| Australien                          |                                                                              |                              |                              |
| – Australian Capital Territory      | - civil partnership                                                          | ja (seit 19. Mai 2008)       | ja (seit 19. Mai 2008)       |
| – New South Wales                   | - registered relationship                                                    | ja (seit 1. Juli 2010)       | ja (seit 1. Juli 2010)       |
| – Queensland                        | - civil partnership                                                          | ja (seit 23. Februar 2012)   | ja (seit 23. Februar 2012)   |
| – South Australia                   | - registered relationship                                                    | ja (seit 1. August 2017)     | ja (seit 1. August 2017)     |
| – Tasmanien                         | - caring relationship                                                        | ja (seit 1. Januar 2004)     | ja (seit 1. Januar 2004)     |
| – Tasmanien                         | - significant relationship                                                   | ja (seit 1. Januar 2004)     | ja (seit 1. Januar 2004)     |
| – Victoria                          | - registered caring relationship                                             | ja (seit 11. Juni 2009)      | ja (seit 11. Juni 2009)      |
| – Victoria                          | - registered domestic relationship                                           | ja (seit 1. Dezember 2008)   | ja (seit 1. Dezember 2008)   |
|                                     |                                                                              |                              |                              |
| Belgien                             | - cohabitation légale - gesetzliches Zusammenwohnen - wettelijke samenwoning | ja (seit 1. Januar 2000)     | ja (seit 1. Januar 2000)     |
|                                     |                                                                              |                              |                              |
| Bolivien                            | - unión libre                                                                | ja (seit 2023)               | ja (seit 6. August 2015)     |
|                                     |                                                                              |                              |                              |
| Brasilien                           | - união estável                                                              | ja (seit 2011)               | ja (seit 2003)               |
|                                     |                                                                              |                              |                              |
| Cabo Verde                          | - união de facto                                                             | nein                         | ja (seit 1997)               |
|                                     |                                                                              |                              |                              |
| Chile                               | - acuerdo de unión civil                                                     | ja (seit 22. Oktober 2015)   | ja (seit 22. Oktober 2015)   |
|                                     |                                                                              |                              |                              |
| Ecuador                             | - unión de hecho                                                             | ja (seit 15. September 2014) | ja (seit 15. September 2014) |
|                                     |                                                                              |                              |                              |
| El Salvador                         | - unión no matrimonial                                                       | nein                         | ja (seit 1. Oktober 1994)    |
|                                     |                                                                              |                              |                              |
| Estland                             | - kooselulepingu                                                             | ja (seit 01. Januar 2024)    | ja (seit 01. Januar 2024)    |
|                                     |                                                                              |                              |                              |
| Frankreich                          | - pacte civil de solidarité                                                  | ja (seit 16. November 1999)  | ja (seit 16. November 1999)  |
| – Mayotte                           | - pacte civil de solidarité                                                  | ja (seit 1. Januar 2007)     | ja (seit 1. Januar 2007)     |
| – Neukaledonien - Wallis und Futuna | - pacte civil de solidarité                                                  | ja (seit 28. Mai 2009)       | ja (seit 28. Mai 2009)       |
|                                     |                                                                              |                              |                              |
| Griechenland                        | - σύμφωνο συμβίωσης                                                          | ja (seit 24. Dezember 2015)  | ja (seit 26. November 2008)  |
|                                     |                                                                              |                              |                              |
| Guatemala                           | - unión de hecho                                                             | nein                         | ja (seit 1. Juli 1964)       |
|                                     |                                                                              |                              |                              |
| Honduras                            | - unión de hecho                                                             | nein                         | ja (seit 2004)               |
|                                     |                                                                              |                              |                              |
| Island                              | - óvígð sambúð                                                               | ja (seit 27. Juni 2006)      | ja (seit 1. Januar 1991)     |
|                                     |                                                                              |                              |                              |
| Israel                              | - ברית זוגיות - عقد مزاوجة                                                   | nein                         | ja (seit 22. September 2010) |
|                                     |                                                                              |                              |                              |
| Italien                             | - contratto di convivenza                                                    | ja (seit 5. Juni 2016)       | ja (seit 5. Juni 2016)       |
| Italien                             | - unione civile                                                              | ja (seit 5. Juni 2016)       | nein                         |
|                                     |                                                                              |                              |                              |
| Kanada                              |                                                                              |                              |                              |
| – Manitoba                          | - common-law relationship                                                    | ja (seit 30. Juni 2004)      | ja (seit 30. Juni 2004)      |
| – Neuschottland                     | - domestic partnership                                                       | ja (seit 4. Juni 2001)       | ja (seit 4. Juni 2001)       |
| – Québec                            | - union civile                                                               | ja (seit 24. Juni 2002)      | ja (seit 24. Juni 2002)      |
|                                     |                                                                              |                              |                              |
| Kolumbien                           | - unión marital de hecho                                                     | ja (seit 2007)               | ja (seit 31. Dezember 1990)  |
|                                     |                                                                              |                              |                              |
| Kroatien                            | - životno partnerstvo                                                        | ja (seit 5. August 2014)     | nein                         |
|                                     |                                                                              |                              |                              |
| Kuba                                | - unión de hecho afectiva                                                    | ja (seit 27. September 2022) | ja (seit 27. September 2022) |
|                                     |                                                                              |                              |                              |
| Lettland                            | - partnerību                                                                 | ja (seit 01. Juli 2024)      | ja (seit 01. Juli 2024)      |
|                                     |                                                                              |                              |                              |
| Liechtenstein                       | - eingetragene Partnerschaft                                                 | ja (seit 1. September 2011)  | nein                         |
| Litauen                             | - civil union                                                                | ja (seit 2025)               | ja (seit 2025)               |
|                                     |                                                                              |                              |                              |
| Luxemburg                           | - partenariat - Partnerschaft                                                | ja (seit 1. November 2004)   | ja (seit 1. November 2004)   |
|                                     |                                                                              |                              |                              |
| Malta                               | - civil union - unjoni ċivili                                                | ja (seit 17. April 2014)     | ja (seit 17. April 2014)     |
| Malta                               | - cohabitation - koabitazzjoni                                               | ja (seit 2020)               | ja (seit 2020)               |
|                                     |                                                                              |                              |                              |
| Mexiko                              |                                                                              |                              |                              |
| – Bundesdistrikt                    | - concubinato                                                                | ja (seit 1. November 2014)   | ja (seit 1. November 2014)   |
| – Bundesdistrikt                    | - sociedad de convivencia                                                    | ja (seit 17. März 2007)      | ja (seit 17. März 2007)      |
| – Campeche                          | - sociedad civil de convivencia                                              | ja (seit 1. Juli 2014)       | ja (seit 1. Juli 2014)       |
| – Coahuila de Zaragoza              | - pacto civil de solidaridad                                                 | ja (seit 12. Januar 2007)    | ja (seit 12. Januar 2007)    |
| – Hidalgo                           | - concubinato                                                                | ja                           | ja                           |
| – Michoacán de Ocampo               | - sociedad de convivencia                                                    | ja (seit 30. November 2015)  | ja (seit 23. Juni 2016)      |
| – Sinaloa                           | - concubinato                                                                | ja (seit 2021)               | ja (seit 29. April 2013)     |
| – Tamaulipas                        | - concubinato                                                                | ja (seit 2023)               | ja (seit 2023)               |
| – Tlaxcala                          | - sociedad de convivencia solidaria                                          | ja (seit 12. Januar 2017)    | ja (seit 12. Januar 2017)    |
|                                     |                                                                              |                              |                              |
| Monaco                              | - contrat de cohabitation                                                    | ja (seit 27. Juni 2020)      | ja (seit 27. Juni 2020)      |
| Monaco                              | - contrat de vie commune                                                     | ja (seit 27. Juni 2020)      | ja (seit 27. Juni 2020)      |
|                                     |                                                                              |                              |                              |
| Montenegro                          | - životno partnerstvo                                                        | ja (seit 15. Juli 2021)      | nein                         |
|                                     |                                                                              |                              |                              |
| Neuseeland                          |                                                                              |                              |                              |
| – Neuseeland                        | - civil union                                                                | ja (seit 26. April 2005)     | ja (seit 26. April 2005)     |
|                                     |                                                                              |                              |                              |
| Nicaragua                           | - unión de hecho estable                                                     | nein                         | ja (seit 8. April 2015)      |
|                                     |                                                                              |                              |                              |
| Niederlande                         |                                                                              |                              |                              |
| – Aruba                             | - geregistreerd partnerschap                                                 | ja (seit 1. September 2021)  | ja (seit 1. September 2021)  |
| – Europäische Niederlande           | - geregistreerd partnerschap                                                 | ja (seit 1. Januar 1998)     | ja (seit 1. Januar 1998)     |
| – Karibische Niederlande            | - geregistreerd partnerschap                                                 | ja (seit 10. Oktober 2012)   | ja (seit 10. Oktober 2012)   |
|                                     |                                                                              |                              |                              |
| Österreich                          | - eingetragene Partnerschaft                                                 | ja (seit 1. Januar 2010)     | ja (seit 1. Januar 2019)     |
|                                     |                                                                              |                              |                              |
| Paraguay                            | - unión de hecho                                                             | nein                         | ja (seit 1992)               |
|                                     |                                                                              |                              |                              |
| Peru                                | - unión de hecho                                                             | nein                         | ja (seit 18. April 2013)     |
|                                     |                                                                              |                              |                              |
| San Marino                          | - unione civile                                                              | ja (seit 5. Dezember 2018)   | ja (seit 5. Dezember 2018)   |
|                                     |                                                                              |                              |                              |
| São Tomé und Príncipe               | - união de facto                                                             | nein                         | ja (seit 28. September 1977) |
|                                     |                                                                              |                              |                              |
| Spanien                             |                                                                              |                              |                              |
| – Andalusien                        | - pareja de hecho                                                            | ja (seit 29. Dezember 2002)  | ja (seit 29. Dezember 2002)  |
| – Aragonien                         | - pareja estable no casada                                                   | ja (seit 21. April 1999)     | ja (seit 21. April 1999)     |
| – Asturien                          | - pareja estable                                                             | ja (seit 1. Juni 2002)       | ja (seit 1. Juni 2002)       |
| – Balearische Inseln                | - pareja estable                                                             | ja (seit 29. Januar 2002)    | ja (seit 29. Januar 2002)    |
| – Baskenland                        | - pareja de hecho                                                            | ja (seit 24. Mai 2003)       | ja (seit 24. Mai 2003)       |
| – Ceuta                             | - unión de hecho                                                             | ja (seit 1998)               | ja (seit 1998)               |
| – Extremadura                       | - pareja de hecho                                                            | ja (seit 9. April 2003)      | ja (seit 9. April 2003)      |
| – Galicien                          | - pareja de hecho                                                            | ja (seit 2007)               | ja (seit 2007)               |
| – Kanaren                           | - pareja de hecho                                                            | ja (seit 20. März 2003)      | ja (seit 20. März 2003)      |
| – Kantabrien                        | - pareja de hecho                                                            | ja (seit 25. Mai 2005)       | ja (seit 25. Mai 2005)       |
| – Kastilien-La Mancha               | - pareja de hecho                                                            | ja (seit 14. September 2000) | ja (seit 14. September 2000) |
| – Kastilien und León                | - unión de hecho                                                             | ja (seit 2003)               | ja (seit 2003)               |
| – Katalonien                        | - unió estable de parella                                                    | ja (seit 1998)               | ja (seit 1998)               |
| – La Rioja                          | - pareja de hecho                                                            | ja                           | ja                           |
| – Madrid                            | - unión de hecho                                                             | ja (seit 4. Januar 2002)     | ja (seit 4. Januar 2002)     |
| – Melilla                           | - pareja de hecho                                                            | ja (seit 1. Februar 2008)    | ja (seit 1. Februar 2008)    |
| – Murcia                            | - pareja de hecho                                                            | ja (seit 2018)               | ja (seit 2018)               |
| – Navarra                           | - pareja estable                                                             | ja (seit 2000)               | ja (seit 2000)               |
| – Valencianische Gemeinschaft       | - unión de hecho formalizada                                                 | ja (seit 18. November 2012)  | ja (seit 18. November 2012)  |
|                                     |                                                                              |                              |                              |
| Südafrika                           | - civil partnership                                                          | ja (seit 30. November 2006)  | ja (seit 30. November 2006)  |
|                                     |                                                                              |                              |                              |
| Tschechien                          | - registrované partnerství                                                   | ja (seit 1. Juli 2006)       | nein                         |
|                                     |                                                                              |                              |                              |
| Ungarn                              | - bejegyzett élettársi kapcsolat                                             | ja (seit 1. Juli 2009)       | nein                         |
| Ungarn                              | - nyilvántartott élettársi kapcsolat                                         | ja (seit 1. Januar 2010)     | ja (seit 1. Januar 2010)     |
|                                     |                                                                              |                              |                              |
| Uruguay                             | - unión concubinaria                                                         | ja (seit 1. Januar 2008)     | ja (seit 1. Januar 2008)     |
|                                     |                                                                              |                              |                              |
| Venezuela                           | - unión estable de hecho                                                     | nein                         | ja (seit 15. März 2010)      |
|                                     |                                                                              |                              |                              |
| Vereinigtes Königreich              |                                                                              |                              |                              |
| – Bermuda                           | - domestic partnership                                                       | ja (seit 1. Juni 2018)       | ja (seit 1. Juni 2018)       |
| – Cayman Islands                    | - civil partnership                                                          | ja (seit 4. September 2020)  | ja (seit 4. September 2020)  |
| – England und Wales                 | - civil partnership                                                          | ja (seit 5. Dezember 2005)   | ja (seit 2. Dezember 2019)   |
| – Falklandinseln                    | - civil partnership                                                          | ja (seit 29. April 2017)     | ja (seit 29. April 2017)     |
| – Gibraltar                         | - civil partnership                                                          | ja (seit 28. März 2014)      | ja (seit 28. März 2014)      |
| – Isle of Man                       | - civil partnership                                                          | ja (seit 6. April 2011)      | ja (seit 22. Juli 2016)      |
| – Jersey                            | - civil partnership                                                          | ja (seit 2. April 2012)      | ja (seit 24. März 2023)      |
| – Nordirland                        | - civil partnership                                                          | ja (seit 5. Dezember 2005)   | ja (seit 13. Januar 2020)    |
| – Schottland                        | - civil partnership                                                          | ja (seit 5. Dezember 2005)   | ja (seit 1. Juni 2021)       |
|                                     |                                                                              |                              |                              |
| Vereinigte Staaten                  |                                                                              |                              |                              |
| – Bundesdistrikt                    | - domestic partnership                                                       | ja (seit 2002)               | ja (seit 2002)               |
| – Colorado                          | - civil union                                                                | ja (seit 1. Mai 2013)        | ja (seit 1. Mai 2013)        |
| – Colorado                          | - designated beneficiary agreement                                           | ja (seit 1. Juli 2009)       | ja (seit 1. Juli 2009)       |
| – Hawaii                            | - civil union                                                                | ja (seit 1. Januar 2012)     | ja (seit 1. Januar 2012)     |
| – Hawaii                            | - reciprocal beneficiary relationship                                        | ja (seit 8. Juli 1997)       | ja (seit 8. Juli 1997)       |
| – Illinois                          | - civil union                                                                | ja (seit 1. Juni 2011)       | ja (seit 1. Juni 2011)       |
| – Kalifornien                       | - domestic partnership                                                       | ja (seit 1999)               | ja (seit 1999)               |
| – Maine                             | - domestic partnership                                                       | ja (seit 30. Juli 2004)      | ja (seit 30. Juli 2004)      |
| – Maryland                          | - domestic partnership                                                       | ja (seit 1. Oktober 2023)    | ja (seit 1. Oktober 2023)    |
| – Nevada                            | - domestic partnership                                                       | ja (seit 1. Oktober 2009)    | ja (seit 1. Oktober 2009)    |
| – New Jersey                        | - civil union                                                                | ja (seit 19. Februar 2007)   | ja (seit 10. Januar 2022)    |
| – New Jersey                        | - domestic partnership                                                       | ja (seit 10. Juli 2004)      | ja (seit 10. Juli 2004)      |
| – Oregon                            | - domestic partnership                                                       | ja (seit 1. Februar 2008)    | ja (seit 1. Januar 2024)     |
| – Washington                        | - domestic partnership                                                       | ja (seit 22. Juli 2007)      | ja (seit 22. Juli 2007)      |
|                                     |                                                                              |                              |                              |
| Zypern                              | - πολιτική συμβίωση - medeni birliktelik                                     | ja (seit 9. Dezember 2015)   | ja (seit 9. Dezember 2015)   |
|                                     |                                                                              |                              |                              |

## Eingetragene Partnerschaften weltweit (aufgehoben)
| Staat                          | Bezeichnung                                                                         | gleichgeschlechtlich                          | verschiedengeschlechtlich |
| ------------------------------ | ----------------------------------------------------------------------------------- | --------------------------------------------- | ------------------------- |
|                                |                                                                                     |                                               |                           |
| Andorra                        | - unió civil                                                                        | teils (25. Dezember 2014 – 17. Februar 2023)  | nein                      |
|                                |                                                                                     |                                               |                           |
| Australien                     |                                                                                     |                                               |                           |
| – Australian Capital Territory | - civil union                                                                       | teils (11. September 2012 – 9. Dezember 2017) | nein                      |
|                                |                                                                                     |                                               |                           |
| Dänemark                       |                                                                                     |                                               |                           |
| – Dänemark                     | - registreret partnerskab                                                           | teils (1. Oktober 1989 – 15. Juni 2012)       | nein                      |
| – Grönland                     | - nalunaarsukkamik inooqatigiinneq - registreret partnerskab                        | teils (1. Juli 1996 – 1. April 2016)          | nein                      |
|                                |                                                                                     |                                               |                           |
| Deutschland                    | - Lebenspartnerschaft                                                               | Ja (1. August 2001 – 1. Oktober 2017)         | nein                      |
|                                |                                                                                     |                                               |                           |
| Finnland                       | - registrerat partnerskap - rekisteröity parisuhde                                  | teils (1. März 2002 – 1. März 2017)           | nein                      |
|                                |                                                                                     |                                               |                           |
| Irland                         | - civil partnership - páirtnéireacht shibhialta                                     | teils (1. Januar 2011 – 16. November 2015)    | nein                      |
|                                |                                                                                     |                                               |                           |
| Island                         | - staðfesta samvist                                                                 | teils (27. Juni 1996 – 27. Juni 2010)         | nein                      |
|                                |                                                                                     |                                               |                           |
| Mexiko                         |                                                                                     |                                               |                           |
| – Colima                       | - enlace conyugal                                                                   | teils (11. August 2013 – 12. Juni 2016)       | nein                      |
|                                |                                                                                     |                                               |                           |
| Norwegen                       | - registrert partnerskap                                                            | teils (1. August 1993 – 1. Januar 2009)       | nein                      |
|                                |                                                                                     |                                               |                           |
| Schweden                       | - registrerat partnerskap                                                           | teils (1. Januar 1995 – 1. Mai 2009)          | nein                      |
|                                |                                                                                     |                                               |                           |
| Schweiz                        | - eingetragene Partnerschaft - partenariat enregistré - unione domestica registrata | teils (1. Januar 2007 – 1. Juli 2022)         | nein                      |
|                                |                                                                                     |                                               |                           |
| Slowenien                      | - registrirana istospolna partnerska skupnost                                       | teils (23. Juli 2006 – 24. Februar 2017)      | nein                      |
| Slowenien                      | - partnerska zveza                                                                  | teils (24. Februar 2017 – 31. Januar 2023)    | nein                      |
|                                |                                                                                     |                                               |                           |
| Vereinigte Staaten             |                                                                                     |                                               |                           |
| – Connecticut                  | - civil union                                                                       | teils (1. Oktober 2005 – 1. Oktober 2010)     | nein                      |
| – Delaware                     | - civil union                                                                       | teils (1. Januar 2012 – 1. Juli 2013)         | nein                      |
| – New Hampshire                | - civil union                                                                       | teils (1. Januar 2008 – 1. Januar 2010)       | nein                      |
| – Rhode Island                 | - civil union                                                                       | teils (1. Juli 2011 – 1. August 2013)         | nein                      |
| – Vermont                      | - civil union                                                                       | teils (1. Juli 2000 – 1. September 2009)      | nein                      |
| – Wisconsin                    | - domestic partnership                                                              | teils (3. August 2009 – 1. April 2018)        | nein                      |
|                                |                                                                                     |                                               |                           |

## Kritik an dem Rechtsinstitut

Vergleich der Rassentrennung von Weißen und Schwarzen mit der Trennung von Heterosexuellen und Homosexuellen durch Ehe und eingetragene Partnerschaft

Die Kritik an der rechtlichen Anerkennung gleichgeschlechtlicher Partnerschaften durch eingetragene Partnerschaften richtet sich im Wesentlichen daran, Menschen weiterhin aufgrund ihrer sexuellen Identität rechtlich unterschiedlich zu behandeln, d. h. unterschiedlichen Rechtsinstitutionen zuzuordnen, nämlich der Ehe (für Heterosexuelle) und der eingetragenen Partnerschaft (für Homosexuelle). Diese Ungleichbehandlung sei eine symbolische Diskriminierung von homosexuellen Menschen und zudem unnötig, da sie niemandem nutze. Zudem gehe die symbolische Diskriminierung durch zwei unterschiedliche Rechtsinstitute in den Ländern, in dem die eingetragene Partnerschaft bei gleichen Pflichten weniger Rechte als die Ehe aufweisen, zusätzlich mit einer konkreten Diskriminierung einher.
Manche Kritiker sind der Ansicht, dass die rechtliche Ungleichbehandlung von heterosexuellen und homosexuellen Paaren im Ehe- und Partnerschaftsrecht sogar ein Verstoß gegen den Gleichheitsgrundsatz in der jeweiligen Verfassung des entsprechenden Landes sei. Nicht wenige dieser Kritiker sehen in der rechtlichen Ungleichbehandlung von heterosexuellen und homosexuellen Paaren auch einen Verstoß gegen Artikel 1 der Menschenrechte.
Häufig wird die Tatsache, dass in einigen Ländern heterosexuelle Paare und homosexuelle Paare nur von unterschiedlichen Rechtsinstituten Gebrauch machen können, mit der Rassentrennung von Weißen und Schwarzen verglichen. Genau wie die Rassentrennung von Weißen und Schwarzen eine symbolische Abwertung von Menschen mit dunkler Hautfarbe war, sei die Trennung von heterosexuellen und homosexuellen Paaren durch Ehe und eingetragene Partnerschaft eine symbolische Abwertung von homosexuellen Menschen. Zudem habe die Rassentrennung sowie die Trennung von heterosexuellen und homosexuellen Menschen dieselbe Struktur, nämlich die Ungleichbehandlung aufgrund von Merkmalen (Hautfarbe, sexuelle Identität), welche sich kein Mensch hat aussuchen können.
Auch der Ausschluss gleichgeschlechtlicher, eingetragener Partner vom vollen Adoptionsrecht wird heftig kritisiert, da Studien belegen würden, dass Kinder bei gleichgeschlechtlichen Paaren nicht schlechter aufwachsen als bei verschiedengeschlechtlichen Paaren.
Eine Kritik an eingetragenen Partnerschaften vergleicht den Ausschluss gleichgeschlechtlicher Paare vom Recht auf Eheschließung mit dem damaligen Ausschluss interrassischer Paare vom Recht auf Eheschließung in den USA.
Einige Kritiker der rechtlichen Ungleichbehandlung von verschiedengeschlechtlichen und gleichgeschlechtlichen Paaren sind der Ansicht, dass die eingetragene Partnerschaft in Deutschland erneut eine abwertende Sonderregelung für Homosexuelle seit der Abschaffung des Paragrafen 175 sei.

## Heterosexuelle Paare und die eingetragene Partnerschaft
In vielen Staaten Europas ist ein offizielles Zusammenleben, ohne verheiratet zu sein, für homo- wie auch heterosexuelle Paare möglich. Unter anderem in Belgien, Finnland, Island, Italien, den Niederlanden, Norwegen, Schweden und Schottland.
Seit 1999 gibt es in Frankreich mit dem Zivilen Solidaritätspakt, auch genannt PACS, eine eingetragene Lebenspartnerschaft für gleich- und gemischtgeschlechtliche Paare. In Frankreich feiert der PACS große Beliebtheit, besonders bei heterosexuellen Paaren, 96 von 100 PACS-Paaren sind heterosexuell.
Ob sich das Modell auf Deutschland überhaupt übertragen lässt, ist umstritten. Denn die Ehe und die Familie stehen im deutschen Rechtssystem unter besonderem Schutz und es stellt sich die Frage, ob die „Ehe light“ mit dem Grundgesetz vereinbar ist.
Helga Ratzenböck und Martin Seydl aus Österreich setzten sich seit Jahren vor Gericht für die eingetragene Lebenspartnerschaft in Österreich ein, sie wollten sich verpartnern und dürften dies nicht. Sie scheiterten zwar vor dem Europäischen Gerichtshof für Menschenrechte, hatten jedoch mit ihrer Beschwerde wegen Diskriminierung wegen ihrer Sexualität vor dem österreichischen Verfassungsgerichtshof Erfolg. Nach der Erkenntnis des Verfassungsgerichtshofes wurden sowohl Ehe als auch eingetragene Partnerschaft sowohl für Homosexuelle als auch für Heterosexuelle geöffnet.
In der Schweiz denkt man bundesweit über einen PACS nach französischem Vorbild nach. Die Bundesrätin Simonetta Sommaruga hat sich 2017 an der Universität Bern im Zusammensein mit Experten mit dieser Frage befasst. In einigen Kantonen kann man dies schon tun (Genf und Neuchâtel). Hier steht der kantonale PACS sowohl den verschiedengeschlechtlichen als auch den gleichgeschlechtlichen Paaren zur Verfügung. Seine Auswirkungen sind auf das kantonale Recht beschränkt. Auf den Zivilstand und die Erbfolge, die durch das Bundesrecht geregelt werden, hat der kantonale PACS dagegen keine Auswirkungen.
Im Juni 2018 entschied der Oberste Gerichtshof des Vereinigten Königreichs, dass die Beschränkung der Lebenspartnerschaft auf gleichgeschlechtliche Paare diskriminierend sei. Als Reaktion darauf kündigte der Premierminister des Vereinigten Königreichs im Oktober 2018 an, dass die Lebenspartnerschaft für heterosexuelle Paare geöffnet werde. Im Herbst 2018 kündigte Theresa May an, die „Civil Partnership“ in England für heterosexuelle Paare zu öffnen. Seit dem 31. Dezember 2019 ist es in England sowohl gleichgeschlechtlichen als auch heterosexuellen Paaren möglich, eine eingetragene Lebenspartnerschaft einzugehen.